# پریتو
پریتو (به ایتالیایی: Perito) یک کومونه در ایتالیا است که در استان سالرنو واقع شده‌است.

## خصوصیات
پریتو ۲۳ کیلومترمربع مساحت و ۱٬۰۰۷ نفر جمعیت دارد.